# Neptis frobenia
Neptis frobenia är en fjärilsart som beskrevs av Fabricius 1798. Neptis frobenia ingår i släktet Neptis och familjen praktfjärilar. Inga underarter finns listade i Catalogue of Life.